# Лю Сяобо (тхеквондист)
Лю Сяобо  (кит.: 刘 哮波, 16 січня 1984) — китайський тхеквондист, олімпійський медаліст.

## Виступи на Олімпіадах
| Олімпіада   | Вагова категорія      | Місце |
| ----------- | --------------------- | ----- |
| Пекін 2008  | Тхеквондо понад 80 кг | 8T    |
| Лондон 2012 | Тхеквондо понад 80 кг | 3T    |